# Museo delle icone
Il Museo delle Icone è un museo specializzato in arte sacra di Venezia gestito dall'Istituto ellenico di studi bizantini e post bizantini.

## La sede

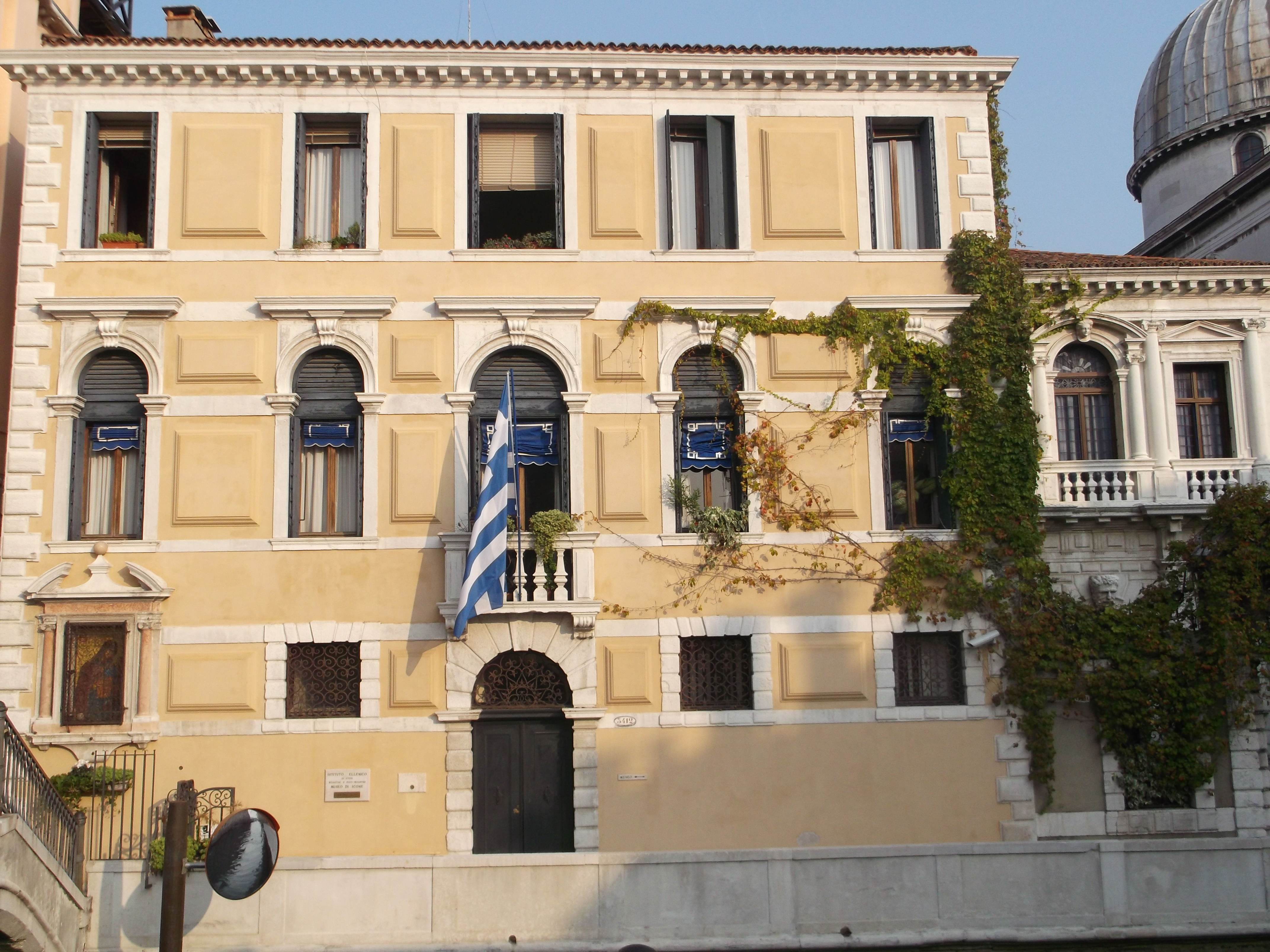
La Scoletta di Venezia

Il Museo delle Icone è situato al primo piano di uno storico palazzo di Venezia progettato da Baldassare Longhena,  conosciuto come Scoletta, adiacente alla chiesa di San Giorgio dei Greci cristiana ortodossa, sita nel sestiere di Castello.

## Descrizione
Nella Repubblica marinara di Venezia risiedeva la più importante comunità greca dell'Europa occidentale che come in uso all'epoca era riconosciuta nella confraternita dei greci ortodossi.
Nei secoli la comunità greca ha raccolto un'importante collezione di preziose opere d'arte religiose che comprende icone bizantine e post bizantine, manoscritti, oggetti di valore accumulati durante la lunga storia dei greci residenti a Venezia.
In particolare, il museo comprende delle pregevoli icone bizantine portate a Venezia da Costantinopoli nel XV secolo da Anna Notara.
L'arte post-bizantina qui esposta appartiene invece alla scuola pittorica cretese che si è evoluta dal XV al XVII secolo, con decine di quadri di noti pittori dell'epoca tra i quali: Giovanni Apakà, Tommaso Batha, Michele Damasceno, Benedetto Emporio, Frangia Kavertza, 
Giorgio Klontza, Emmanuel Lampardo, Giovanni Mosco, Teodoro Poulaki, Constantino e Emmanuel Tzanes, Emmanuele Tzanfournari.
Tra i tanti manoscritti, in particolare il museo espone anche un prezioso Vangelo in pergamena del XIII secolo illustrato da 250 miniature con didascalie in scrittura paleo-ottomana e un papiro risalente al periodo di Giustiniano proveniente da Ravenna.

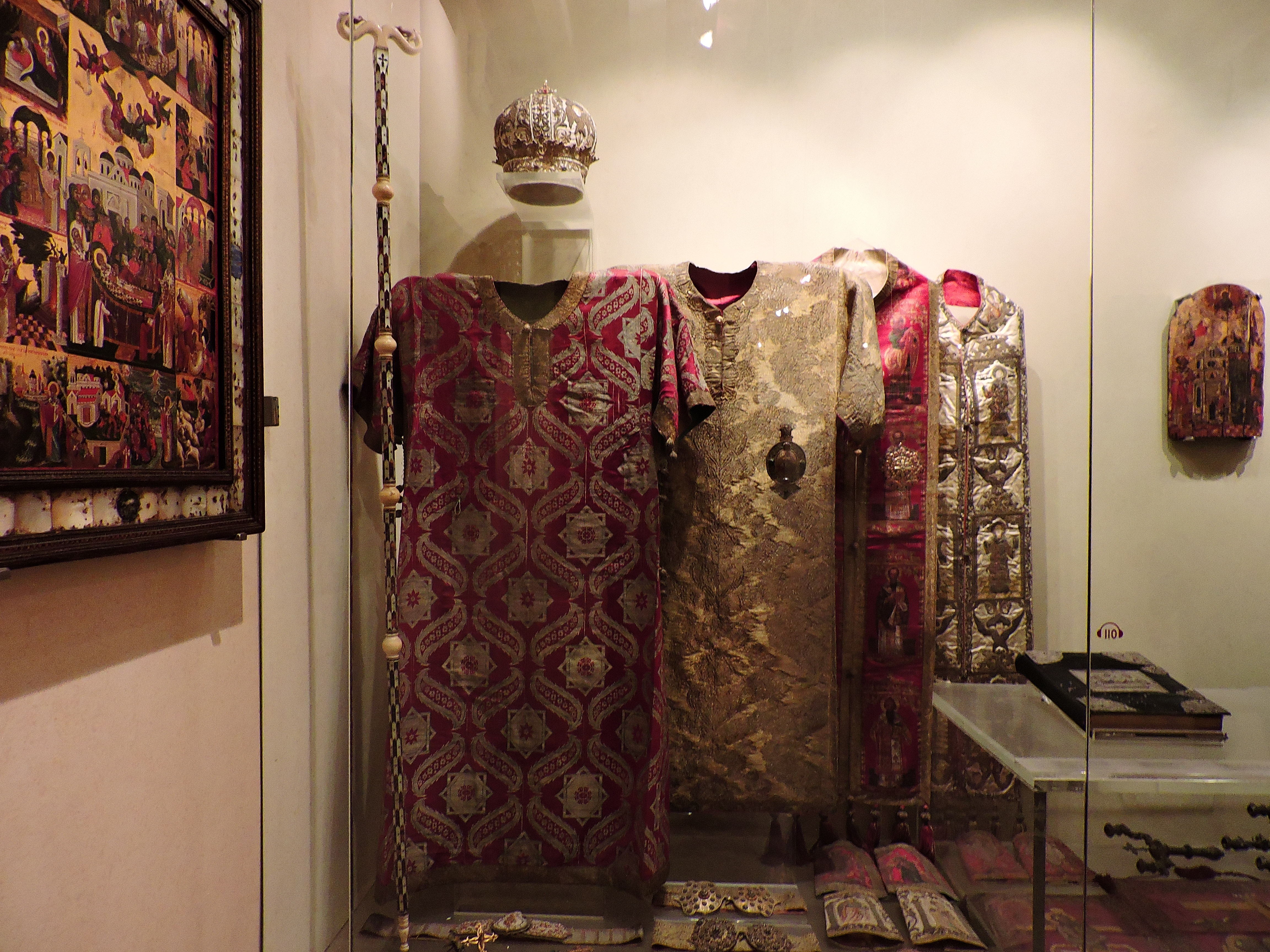
Paramenti sacri esposti nel museo

Tra i vari cimeli composti da oggetti rituali religiosi e paramenti sacri usati dai patriarchi ortodossi tutti decorati in oro e argento, è esposto anche un vangelo stampato del XVIII secolo rilegato in velluto con placche in argento fuso.
Dal 1678 fino all'inizio del XX secolo l'edificio che ora ospita il museo fungeva anche da ospedale per curare i membri della confraternita greca ortodossa veneziana.
L’Istituto Ellenico di studi Bizantini e post Bizantini di Venezia ha ereditato la notevole collezione d'arte dalla comunità greca ed ha inaugurato nel 1959 il Museo delle Icone, ristrutturandolo nel 1999.

## Galleria d'immagini

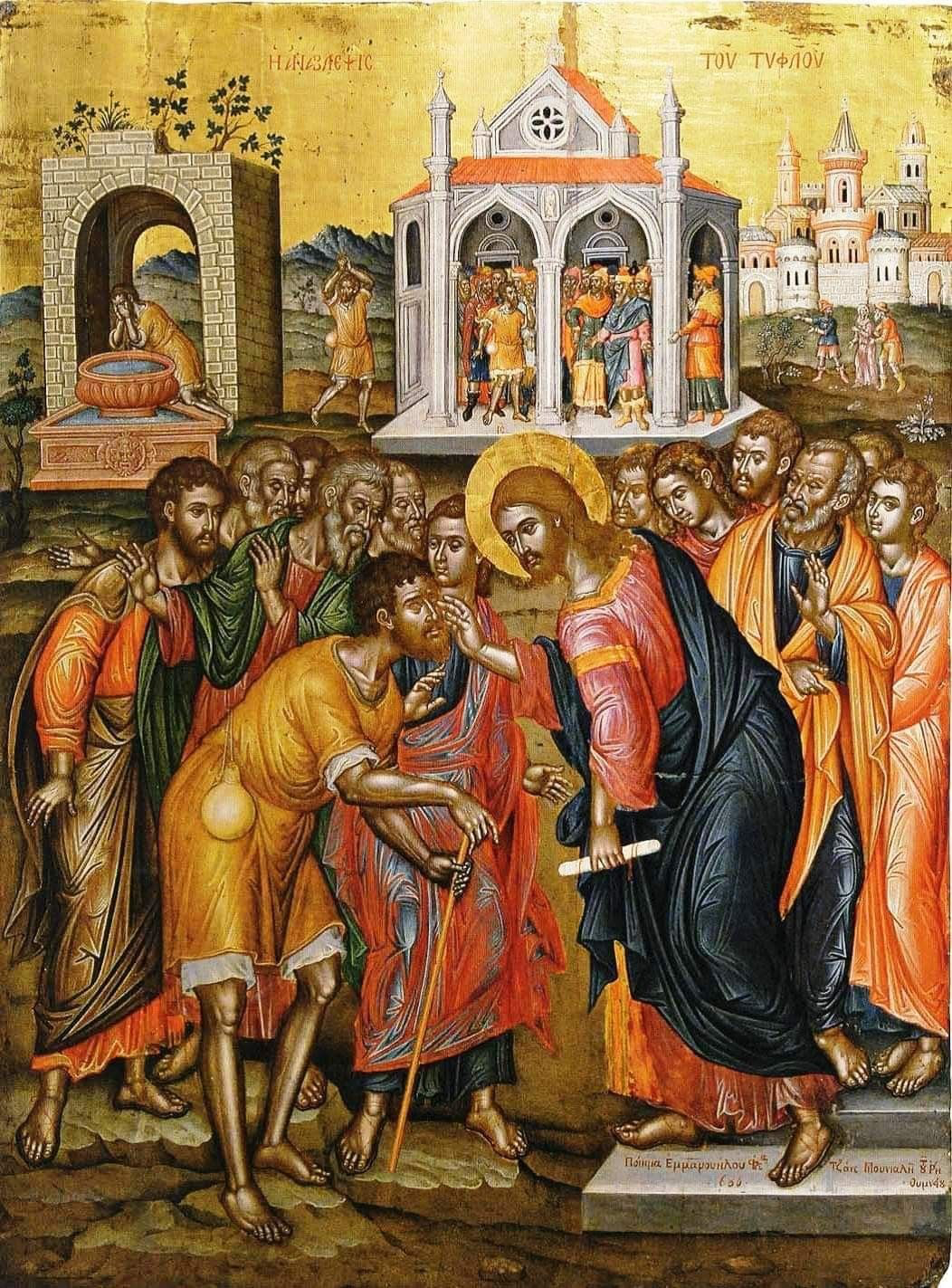
Emmanuel Tzanes, Cristo guarisce il cieco
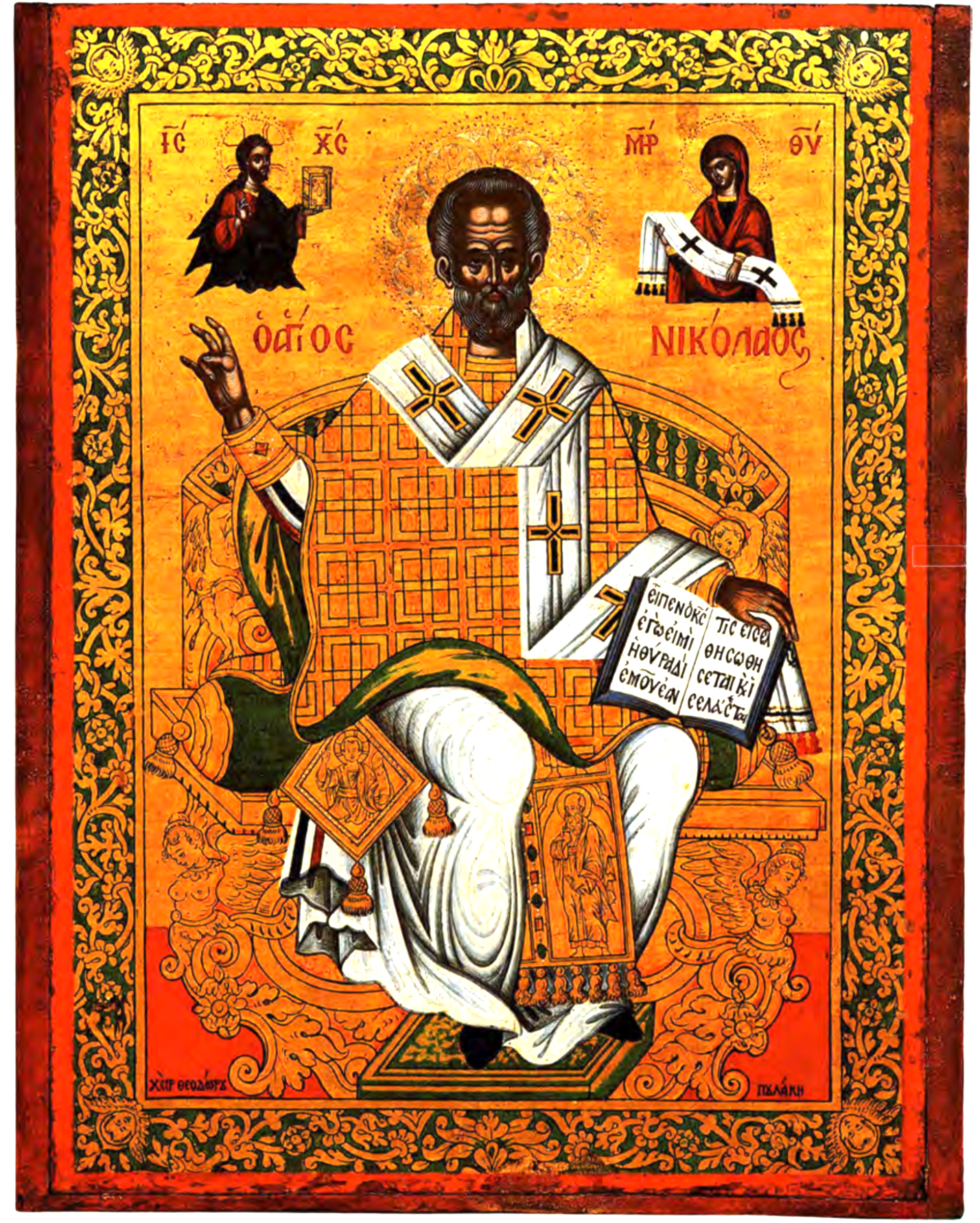
Theodoros Poulakis, San Nicola in trono
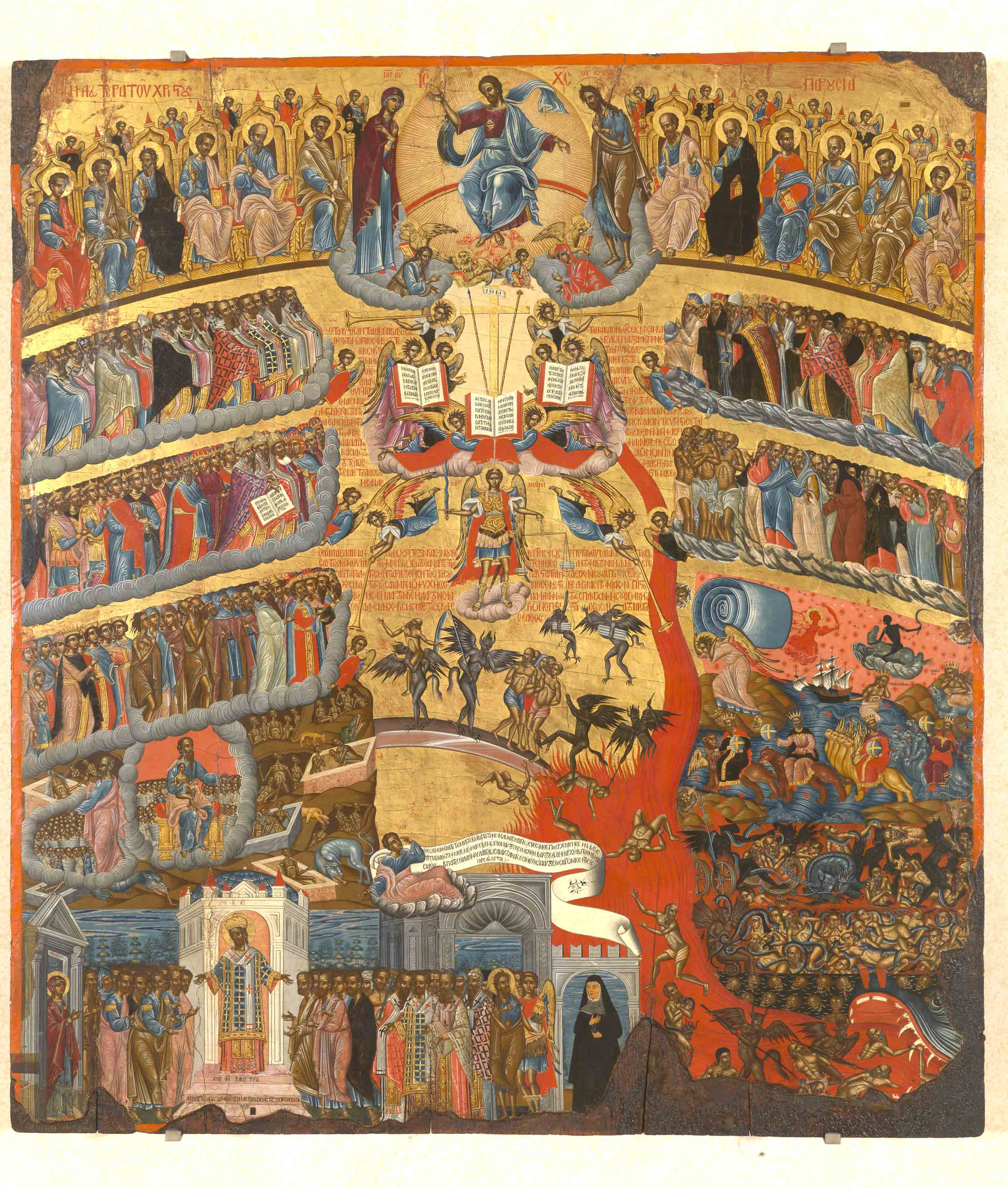
Fragias Kavertzas, Giudizio finale, 1640-41
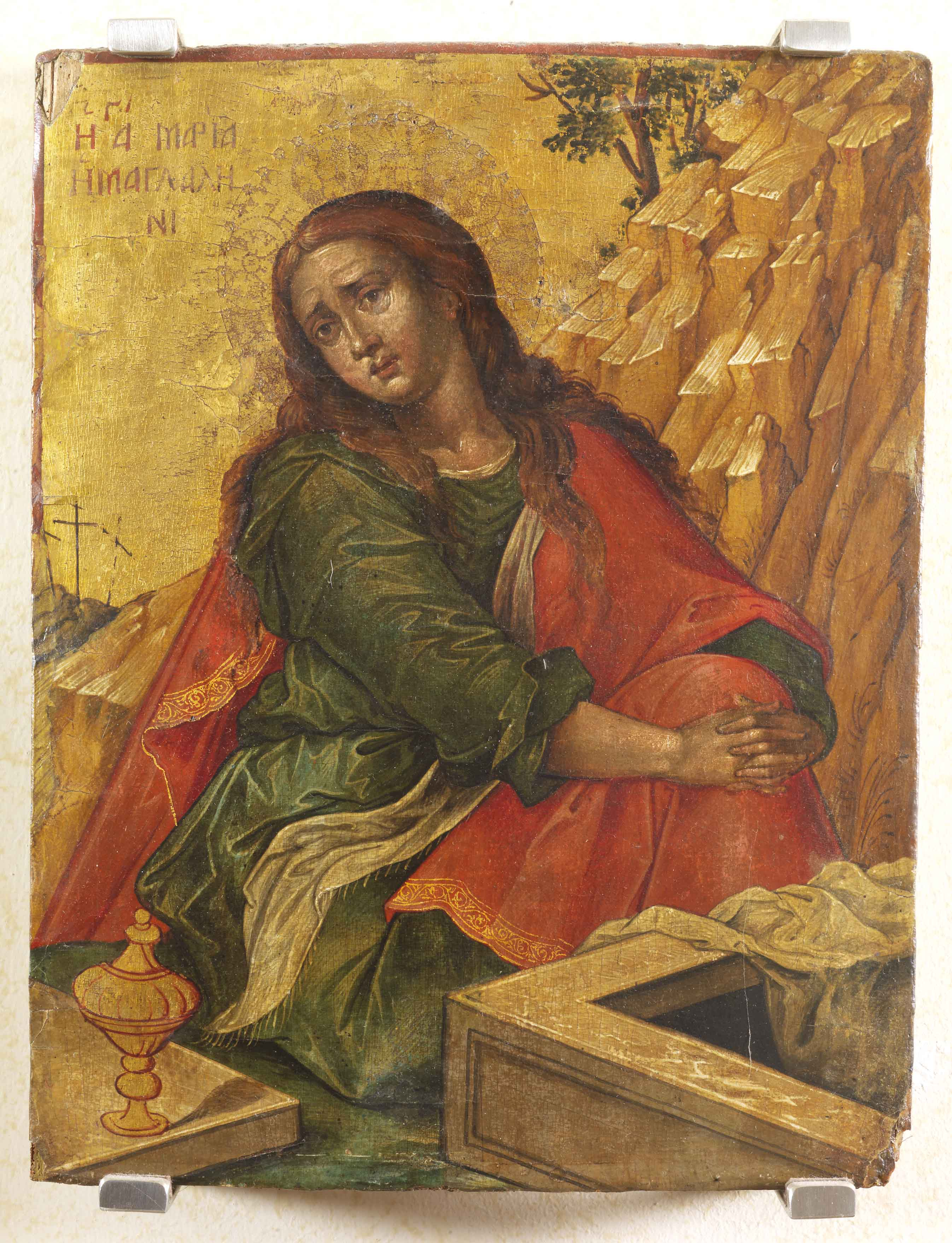
Konstantinos Tzanes, Maria Maddalena
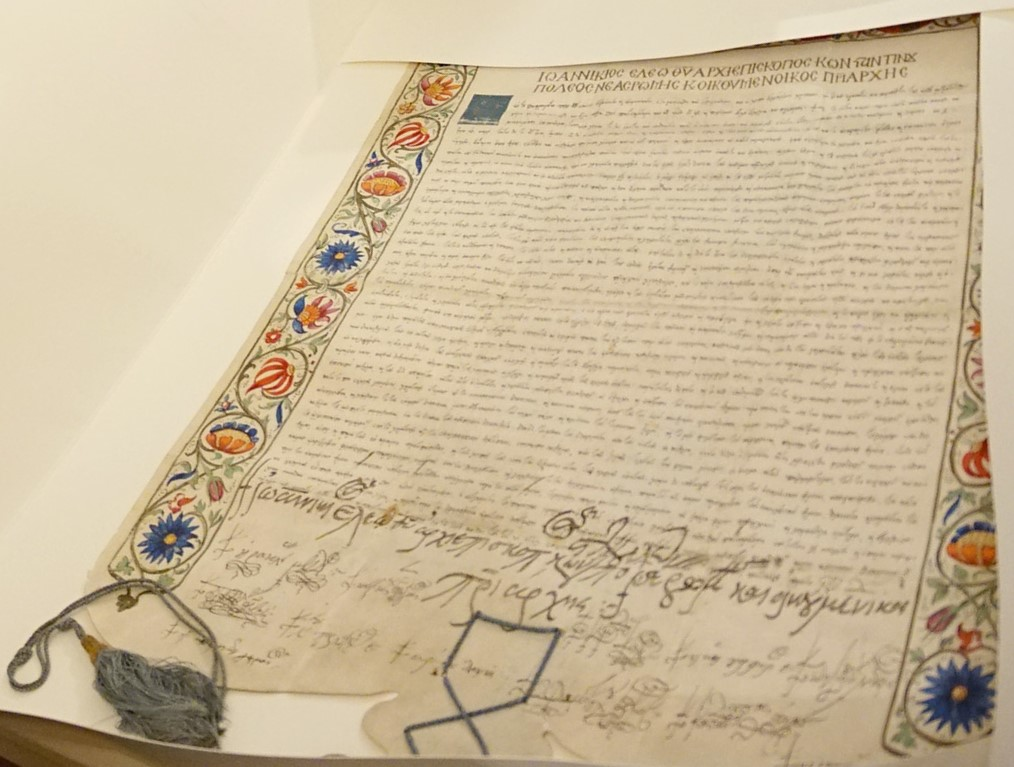
Documento con sigillo del patriarca di Constantinopoli Giovanni II